# 2011年世界田徑錦標賽中華台北代表團
2011年世界田徑錦標賽中華台北代表團共派出8名運動員參賽。

## 選手概況和成績

### 男子
| 4×100公尺接力 | 王文堂 劉元凱 蔡孟霖 易緯鎮 梁澤敬 | 39秒30（預賽，分組第5） | 未晉級 | 未晉級 | 未晉級 | 未晉級 | 未晉級 |
| 跳遠          | 林靖軒                             | 7.30公尺（預賽第13）    | 未晉級 | 未晉級 | 未晉級 | 未晉級 | 未晉級 |
| 鉛球          | 張銘煌                             | 19.60公尺（預賽第11）   | 未晉級 | 未晉級 | 未晉級 | 未晉級 | 未晉級 |

### 女子
| 女子100公尺 | 廖靜賢 | 11秒98（預賽，分組第2） 12秒15（第一輪，分組第6） | 未晉級 | 未晉級 | 未晉級 | 未晉級 | 未晉級 |